# Celestus bivittatus
Espèce
Synonymes
- Diploglossus bivittatus Boulenger, 1895

Statut de conservation UICN

 EN B1ab(iii) : En danger
Celestus bivittatus est une espèce de sauriens de la famille des Diploglossidae.

## Répartition
Cette espèce se rencontre au Guatemala, au Salvador, au Honduras et au Nicaragua. Elle se rencontre entre 990 et 1 980 m d'altitude

## Publication originale
- Boulenger, 1895 "1894" : Second report on additions to the lizard collection in the Natural History Museum. Proceedings of the Zoological Society of London, vol. 1894, p. 722-736 (texte intégral).